# كول أوف ديوتي: يونايتد أوفينسف
كول أوف ديوتي: يونايتد أوفينسف «الهجوم المتحد» (بالإنجليزية: Call of Duty: United Offensive)‏ هي حزمة توسعة للعبة أطلاق النار من منظور الشخص الأول كول أوف ديوتي. طورت من قبل جري ماتر أنتيرأكتيف مع مساهمة من باي ستوديوز، ونشرت بواسطة أكتيفجن. صدرت على مايكروسوفت ويندوز في 14 سبتمبر، 2004.
منذ 13 أكتوبر، 2006، التوسعة متوفرة على ستيم.
التوسعة أضافت خرائط أكبر بكثير من تلك الموجودة في اللعبة الأصلية، وأسلحة جديدة للطور الفردي، ونظام رتب داخل اللعبة يمنح مكافآت إضافية مع المزيد من النقاط، ومركبات مثل الدبابات والسيارات الجيب.

## روابط خارجية
- كول أوف ديوتي: يونايتد أوفينسف على موقع IMDb (الإنجليزية)